# كاثرين فروست
كاثرين فروست (بالإنجليزية: Kathryn Frost)‏ هي ضابطة أمريكية، ولدت في 7 نوفمبر 1948 في لاتا في الولايات المتحدة، وتوفي بنفس المكان في 18 أغسطس 2006 بسبب سرطان الثدي.